# Данія на Дитячому пісенному конкурсі Євробачення
Данія на Дитячому пісенному конкурсі Євробачення стала країною-господаркою найпершого конкурсу, що відбувся у 2003 році та пройшов у столиці Данії, Копенгагені. З того часу країна була учасницею Дитячого Євробачення ще два рази: у 2004 та 2005 роках. Першою представницею Данії на конкурсі стала Енн Гадеґард, що виконала пісню «Arabiens Drøm» (Мрія аравій), що посіла 5 місце. Найкращий результат країна здобула у 2005, в останній рік своєї участі, з піснею «Shake Shake Shake» у виконанні Ніколая, що здобув 4 місце.

## Учасники
Умовні позначення
     Переможець
     Друге місце
     Третє місце
     Четверте місце
     П'яте місце
     Останнє місце
| Рік  | Місце проведення | Учасник      | Пісня                         | Місце | Бали |
| ---- | ---------------- | ------------ | ----------------------------- | ----- | ---- |
| 2003 | Копенгаген       | Енн Гадеґард | «Arabiens Drøm» (Мрія аравій) | 5     | 93   |
| 2004 | Ліллегаммер      | COOL KIDS    | «Pigen er min» (Дівчинка моя) | 5     | 116  |
| 2005 | Гасселт          | Ніколай      | «Shake Shake Shake»           | 4     | 121  |

## Історія голосування (2003-2005)
| №  | Дано                 | Дано | Отримано             | Отримано |
| №  | Країна               | Очок | Країна               | Очок     |
| -- | -------------------- | ---- | -------------------- | -------- |
| 1  | Велика Британія      | 25   | Норвегія             | 32       |
| 2  | Норвегія             | 22   | Швеція               | 32       |
| 3  | Іспанія              | 22   | Північна Македонія   | 27       |
| 4  | Мальта               | 19   | Іспанія              | 26       |
| 5  | Хорватія             | 18   | Греція               | 20       |
| 6  | Швеція               | 17   | Мальта               | 19       |
| 7  | Нідерланди           | 12   | Бельгія              | 18       |
| 8  | Білорусь             | 10   | Румунія              | 17       |
| 9  | Греція               | 8    | Кіпр                 | 17       |
| 10 | Бельгія              | 7    | Хорватія             | 16       |
| 11 | Франція              | 6    | Нідерланди           | 16       |
| 12 | Північна Македонія   | 5    | Латвія               | 16       |
| 13 | Румунія              | 2    | Велика Британія      | 15       |
| 14 | Кіпр                 | 1    | Білорусь             | 14       |
| 15 | Росія                | 1    | Польща               | 13       |
| 16 | Латвія               | ―    | Росія                | 6        |
| 17 | Польща               | ―    | Франція              | 5        |
| 18 | Сербія та Чорногорія | ―    | Сербія та Чорногорія | 5        |
| 19 | Швейцарія            | ―    | Швейцарія            | 3        |